# 阮文海 (持不同政见者)
阮文海（越南语：／，1952年—），又名阮黄海（越南语：／），是一位越南的博客写手，他也是一位越南著名的持不同政见者。他的笔名和网名是“Điếu Cày”，意思是“水烟筒”。

## 生平
阮文海是越南自由记者协会（2007年9月创办）的创始成员之一。2008年，因为中国和越南的领海纠纷，他发动越南抗议者抵制北京奥运会。同年4月20日，在胡志明市被逮捕，电脑和文件被越南当局没收。越南当局控告他逃税，判处入狱三个月。他原本应当在2010年10月被释放，但却被当局以“接受更多调查”为由，在那天宣布延长监禁时间。2011年7月5日，他的妻子杨氏新（Dương Thị Tân）被告知他在监狱中被注射了药物导致失去了一只手臂。
2012年，他与其他两位博主謝風秦和潘青海一起，因为“散布反政府言论”而遭到补充审判。阮文海辩护称自己无罪。根据越共的喉舌《青年报》报道，阮文海和潘青海参加了一个由越南更新革命党（简称“越新”）支持赞助的研讨班，而越新被越南当局认定为“非法政党”和“恐怖组织”。
人权观察要求越南当局立即释放三位博主。2009年，人权观察授予他们海尔曼-汉密特奖，表彰他们因为写作而受到当局迫害的事迹。国际特赦组织把他列为良心犯，对他持续下降的体重和持续恶化的健康状况表示担忧。
2012年3月6日，美国前众议院议员约瑟夫·高（高光映）开展了一项游说越南当局释放阮丹桂、阮文理、阮文海等政治犯的活动，要求奥巴马总统和美国国会向越南当局施压。4月17日，美国国务院发言人要求越南当局释放这三位博主。5月，奥巴马总统也作出了相同的要求。
2012年9月，阮文海等三位博主被越南当局判处了监禁，其中阮文海获刑十二年，为最重者。《经济学人》评论这场审判“非常像老旧的苏维埃式审判”。
2014年10月21日，阮文海被越南当局释放，驱逐到美国。